# Coupe du monde de ski acrobatique 2009-2010
Navigation
Édition précédente Édition suivante
La saison de Coupe du monde de ski acrobatique 2009-2010 débute le 12 décembre 2009 par des épreuves organisées en Finlande à Suomu et se termine le 20 mars 2010 à Sierra Nevada (Espagne). Les épreuves masculines et féminines sont organisées par la Fédération internationale de ski.
La saison est interrompue en février pour permettre l'organisation des Jeux olympiques de 2010 à Vancouver (Canada).

## Classements
| Rang | Nom                   | Points |
| ---- | --------------------- | ------ |
| 1    | Anton Kushnir         | 90,00  |
| 2    | Michael Schmid        | 74,09  |
| 3    | Dale Begg-Smith       | 69,30  |
| 4    | Guilbaut Colas        | 61,50  |
| 5    | Jesper Bjoernlund     | 55,20  |
| 6    | Christopher Del Bosco | 49,73  |
| 7    | Audun Groenvold       | 48,18  |
| 8    | Guangpu Qi            | 44,17  |
| 9    | Zongyang Jia          | 41,00  |
| 10   | Andreas Matt          | 39,27  |

| Rang | Nom             | Points |
| ---- | --------------- | ------ |
| 1    | Nina Li         | 72,67  |
| 2    | Ophélie David   | 66,82  |
| 3    | Jennifer Heil   | 65,91  |
| 4    | Xinxin Guo      | 57,67  |
| 5    | Heather McPhie  | 56,00  |
| 6    | Hannah Kearney  | 56,00  |
| 7    | Ashleigh McIvor | 55,27  |
| 8    | Mengtao Xu      | 52,33  |
| 9    | Anna Holmlund   | 47,45  |
| 10   | Shannon Bahrke  | 46,09  |

| Rang | Nom             | Points |
| ---- | --------------- | ------ |
| 1    | Anton Kushnir   | 540    |
| 2    | Guangpu Qi      | 265    |
| 3    | Zongyang Jia    | 246    |
| 4    | Renato Ulrich   | 215    |
| 5    | Timofei Slivets | 192    |

| Rang | Nom           | Points |
| ---- | ------------- | ------ |
| 1    | Nina Li       | 436    |
| 2    | Xinxin Guo    | 346    |
| 3    | Mengtao Xu    | 314    |
| 4    | Lydia Lassila | 259    |
| 5    | Zhang Xin     | 254    |

| Rang | Nom                | Points |
| ---- | ------------------ | ------ |
| 1    | Dale Begg-Smith    | 693    |
| 2    | Guilbaut Colas     | 615    |
| 3    | Jesper Bjoernlund  | 552    |
| 4    | Alexandre Bilodeau | 347    |
| 5    | Bryon Wilson       | 306    |

| Rang | Nom               | Points |
| ---- | ----------------- | ------ |
| 1    | Jennifer Heil     | 725    |
| 2    | Heather McPhie    | 616    |
| 3    | Hannah Kearney    | 616    |
| 4    | Shannon Bahrke    | 507    |
| 5    | Margarita Marbler | 410    |

| Rang | Nom                   | Points |
| ---- | --------------------- | ------ |
| 1    | Michael Schmid        | 815    |
| 2    | Christopher Del Bosco | 547    |
| 3    | Audun Groenvold       | 530    |
| 4    | Andreas Matt          | 432    |
| 5    | Stanley Hayer         | 352    |

| Rang | Nom                 | Points |
| ---- | ------------------- | ------ |
| 1    | Ophélie David       | 735    |
| 2    | Ashleigh McIvor     | 608    |
| 3    | Anna Holmlund       | 522    |
| 4    | Kelsey Serwa        | 487    |
| 5    | Marte Hoeie Gjefsen | 381    |

## Calendrier et podiums
Épreuves
| - Bosses en parallèle : DM - Sauts : AE | - Bosses : MO - Skicross : SX |

### Hommes
| Date       | Lieu           | Épreuve | Vainqueur             | Second               | Troisième            |
| ---------- | -------------- | ------- | --------------------- | -------------------- | -------------------- |
| 11/12/2009 | Suomu          | MO      | Jesper Bjornlund      | Bryon Wilson         | Alexandre Bilodeau   |
| 12/12/2009 | Suomu          | MO      | Jesper Bjornlund      | Bryon Wilson         | Nathan Roberts       |
| 19/12/2009 | Changchun      | AE      | Anton Kushnir         | Zhongqing Liu        | Chao Wu              |
| 20/12/2009 | Changchun      | AE      | Zongyang Jia          | Guangpu Qi           | Anton Kushnir        |
| 21/12/2009 | San Candido    | SX      | Michael Schmid        | Xavier Kuhn          | Casey Puckett        |
| 22/12/2009 | San Candido    | SX      | Michael Schmid        | Audun Groenvold      | Conradign Netzer     |
| 05/01/2010 | St. Johann     | SX      | Simon Stickl          | Daron Rahlves        | David Duncan         |
| 08/01/2010 | Calgary        | MO      | Dale Begg-Smith       | Vincent Marquis      | Alexandr Smyshlyaev  |
| 09/01/2010 | Calgary        | MO      | Dale Begg-Smith       | Alexandre Bilodeau   | Alexandr Smyshlyaev  |
| 09/01/2010 | Les Contamines | SX      | Xavier Kuhn           | Stanley Hayer        | Tomáš Kraus          |
| 10/01/2010 | Calgary        | AE      | Zongyang Jia          | Anton Kushnir        | Alexei Grishin       |
| 13/01/2010 | Alpe d'Huez    | SX      | Christopher Del Bosco | Tomáš Kraus          | Ted Piccard          |
| 14/01/2010 | Deer Valley    | MO      | Dale Begg-Smith       | Guilbaut Colas       | Dmitriy Reiherd      |
| 15/01/2010 | Deer Valley    | AE      | Anton Kushnir         | Guangpu Qi           | Dmitri Dashinski     |
| 16/01/2010 | Deer Valley    | MO      | Guilbaut Colas        | Dale Begg-Smith      | Alexandre Bilodeau   |
| 20/01/2010 | Blue Mountain  | SX      | Andreas Matt          | Lars Lewen           | Patrick Koller       |
| 21/01/2010 | Lake Placid    | MO      | Guilbaut Colas        | Dale Begg-Smith      | Jesper Bjornlund     |
| 22/01/2010 | Lake Placid    | AE      | Anton Kushnir         | Warren Shouldice     | Ryan Blais           |
| 24/01/2010 | Lake Placid    | SX      | Christopher Del Bosco | Andreas Matt         | David Duncan         |
| 30/01/2010 | Mont-Gabriel   | AE      | Anton Kushnir         | Guangpu Qi           | Renato Ulrich        |
| 06/03/2010 | Branäs         | SX      | Michael Schmid        | Christopher Delbosco | Andreas Matt         |
| 06/03/2010 | Inawashiro     | MO      | annulé                | annulé               | annulé               |
| 07/03/2010 | Inawashiro     | DM      | annulé                | annulé               | annulé               |
| 12/03/2010 | Grindelwald    | SX      | Audun Groenvold       | Michael Schmid       | Christopher Delbosco |
| 12/03/2010 | Åre            | MO      | Jesper Bjoernlund     | Patrick Deneen       | Maxime Gingras       |
| 13/03/2010 | Åre            | DM      | Guilbaut Colas        | Maxime Gingras       | Patrick Deneen       |
| 14/03/2010 | Meiringen      | SX      | Michael Schmid        | Audun Groenvold      | Christopher Delbosco |
| 18/03/2010 | Sierra Nevada  | MO      | Guilbaut Colas        | Dale Begg-Smith      | Pierre Ochs          |
| 20/03/2010 | Sierra Nevada  | SX      | Michael Schmid        | Audun Groenvold      | Andreas Steffen      |

### Femmes
| Date       | Lieu           | Épreuve | Vainqueur           | Second            | Troisième           |
| ---------- | -------------- | ------- | ------------------- | ----------------- | ------------------- |
| 11/12/2009 | Suomu          | MO      | Kristi Richards     | Aiko Uemura       | Hannah Kearney      |
| 12/12/2009 | Suomu          | MO      | Hannah Kearney      | Kristi Richards   | Jennifer Heil       |
| 19/12/2009 | Changchun      | AE      | Xinxin Guo          | Nina Li           | Mengtao Xu          |
| 20/12/2009 | Changchun      | AE      | Mengtao Xu          | Xinxin Guo        | Zhang Xin           |
| 21/12/2009 | San Candido    | SX      | Anna Holmlund       | Ashleigh McIvor   | Ophélie David       |
| 22/12/2009 | San Candido    | SX      | Anna Holmlund       | Ophélie David     | Sanna Lüdi          |
| 05/01/2010 | St. Johann     | SX      | Ophélie David       | Méryll Boulangeat | Julia Murray        |
| 08/01/2010 | Calgary        | MO      | Jennifer Heil       | Nikola Sudová     | Margarita Marbler   |
| 09/01/2010 | Calgary        | MO      | Jennifer Heil       | Aiko Uemura       | Nikola Sudová       |
| 09/01/2010 | Les Contamines | SX      | Ashleigh McIvor     | Julia Murray      | Karin Huttary       |
| 10/01/2010 | Calgary        | AE      | Nina Li             | Evelyne Leu       | Xinxin Guo          |
| 13/01/2010 | Alpe d'Huez    | SX      | Kelsey Serwa        | Ophélie David     | Ashleigh McIvor     |
| 14/01/2010 | Deer Valley    | MO      | Heather McPhie      | Jennifer Heil     | Shannon Bahrke      |
| 15/01/2010 | Deer Valley    | AE      | Lydia Lassila       | Mengtao Xu        | Nina Li             |
| 16/01/2010 | Deer Valley    | MO      | Jennifer Heil       | Heather McPhie    | Michelle Roark      |
| 20/01/2010 | Blue Mountain  | SX      | Marte Hoeie Gjefsen | Ashleigh McIvor   | Sasa Faric          |
| 21/01/2010 | Lake Placid    | MO      | Hannah Kearney      | Shannon Bahrke    | Heather McPhie      |
| 22/01/2010 | Lake Placid    | AE      | Lydia Lassila       | Nina Li           | Zhang Xin           |
| 24/01/2010 | Lake Placid    | SX      | Kelsey Serwa        | Fanny Smith       | Ophélie David       |
| 30/01/2010 | Mont-Gabriel   | AE      | Nina Li             | Shuang Cheng      | Assoli Slivets      |
| 06/03/2010 | Branäs         | SX      | Ophélie David       | Aleisha Cline     | Fanny Smith         |
| 06/03/2010 | Inawashiro     | MO      | annulé              | annulé            | annulé              |
| 07/03/2010 | Inawashiro     | DM      | Aiko Uemura         | Jennifer Heil     | Shannon Bahrke      |
| 12/03/2010 | Grindelwald    | SX      | Kelsey Serwa        | Ashleigh McIvor   | Danielle Poleschuk  |
| 12/03/2010 | Åre            | MO      | Hannah Kearney      | Jennifer Heil     | Shannon Bahrke      |
| 13/03/2010 | Åre            | DM      | Hannah Kearney      | Shannon Bahrke    | Jennifer Heil       |
| 14/03/2010 | Meiringen      | SX      | Anna Holmlund       | Ophélie David     | Marte Hoeie Gjefsen |
| 18/03/2010 | Sierra Nevada  | MO      | Eliza Outtrim       | Margarita Marbler | Heather McPhie      |
| 20/03/2010 | Sierra Nevada  | DM      | Anna Holmlund       | Ophélie David     | Marte Hoeie Gjefsen |